# Steak (film)
 (février 2021).
Si vous disposez d'ouvrages ou d'articles de référence ou si vous connaissez des sites web de qualité traitant du thème abordé ici, merci de compléter l'article en donnant les références utiles à sa vérifiabilité et en les liant à la section « Notes et références ».
Pour les articles homonymes, voir Steak (homonymie).
Pour plus de détails, voir Fiche technique et Distribution.
Steak est un film franco-québécois réalisé par Quentin Dupieux, sorti en 2007.

## Synopsis
Georges est le souffre-douleur de ses camarades de classe. Un jour, il craque et les mitraille. Son meilleur et seul ami Blaise est accusé à sa place et condamné à 7 ans d'internement dans un hôpital psychiatrique. Le jour de sa sortie, en 2016, Blaise n'a plus qu'une famille : son meilleur ami Georges. Mais ce dernier ne veut plus entendre parler de son ami d'enfance, car il essaie de s'intégrer aux Chivers, une bande aux pratiques très codifiées : ses membres portent un blouson Teddy rouge et des bottines, boivent du lait, roulent en sport truck, et jouent à un jeu incompréhensible qui mélange cricket et calcul mental. Afin d'être définitivement admis par les Chivers, Georges doit cacher son tabagisme et se faire modifier le visage, car la chirurgie esthétique, qui fait des ravages parmi les jeunes, est un rite de passage obligé.
Georges est enfin admis chez les Chivers, cependant Blaise tente de s'adapter aux nouvelles normes, notamment en modifiant son visage avec une agrafeuse. Cette opération radicale suscite l'admiration du meneur Chivers, qui renomme Blaise « Chuck » et l'intègre à la bande. En revanche, le tabagisme de Georges provoque son rejet. Ce dernier craque une nouvelle fois, et attaque la bande à la tronçonneuse. Blaise, en essayant d'aider ses nouveaux camarades, en tue un.
Georges et Blaise fuient ensemble et sont finalement arrêtés par la police.

## Fiche technique
- Titre : Steak
- Réalisation : Quentin Dupieux
- Scénario : Quentin Dupieux
- Musique : Quentin Dupieux (alias Mr. Oizo), Sébastien Tellier et SebastiAn pour l'album Steak (Music from the original motion picture) (Because Music et Ed Banger Records)
- Production : Jean Cottin
- Langue originale : français
- Budget : 6 millions €
- Format : couleur
- Date de sortie : 20 juin 2007
- Date de sortie DVD : 20 décembre 2007

## Distribution
- Éric Judor : Blaise / Chuck
- Ramzy Bedia : Georges
- Jonathan Lambert : Serge
- Vincent Belorgey (alias Kavinsky) : Dan
- Sébastien Akchoté (alias SebastiAn) : Felix
- Laurent Nicolas : Max
- Sébastien Tellier : Prisme, l'homme au fauteuil électrique
- Alain Gendreau : Le militaire
- Marc Latremouille : Le professeur aveugle
- Marie-Claude Michaud : L'infirmière
- Luc Bouffard : Luc
- Vincent Tavier : Docteur Brown
- Jean-François Boudreau : Le laitier
- Stéphane Breton : Caissier station-service
- Jean-Léon Roudeau : Professeur au campus
- Didier Lambert : Le barbu
- Hugolin Chevrette-Landesque : Le serveur
- Jacky Lambert : Docteur Schmidt
- Louise Boisvert : Assistante du docteur Schmidt
- Luc Chapdelaine : Barman Bibi
- Romain Berger : Flic du vol de voiture
- Audrey Albert : Laura
- Annette Garant : Mère de Laura
- Paul Cagelet : Le professeur de piano
- Nicolas Wilson, François Gadbois et Fred-Éric Salvail : Caïds
- Didier Hoffmann : Professeur au lycée
- Jean Théoret et Gerry Blouin : Flics de l'arrestation de Blaise
- Pierre Wallon : Infirmier douche
- Maxime Morin : Jeune fille à la station-service
- Véronique Augereau : Mère de Blaise
- Danny Rossner : Scooter
- Denise Charest : Dame aux bandages dans le cabinet Schmidt
- Yann Parent : Assistant du docteur Brown
- Francine Lebrun : Femme liftée dans le cabriolet
- Caroline Bernard, Kathrine Martel, Annick Cromp et Marie-Eve Trudel : Chivettes
- Jana Judor : Copine de Laura
- Patrizio Sanzari : Professeur

## Autour du film
- Quentin Dupieux a fait appel à des musiciens pour jouer dans son film, parmi lesquels :
  - Sebastian Akchoté dit SebastiAn (artiste electro) 
  - Vincent Belorgey dit Kavinsky (artiste electro)
  - Sébastien Tellier (musicien et chanteur)

- Sébastien Tellier qui apparaît dans ce film, est aussi crédité à la bande originale. Sa chanson Divine éditée sur l'album Sexuality et représentant la France à l'Eurovision 2008 fait de très nombreuses références à la bande des Chivers : (« I'm looking for a band today - I see the Chivers anyway - Through my eyes » — qui signifie « Je cherche un groupe aujourd'hui - Je vois les Chivers de toute façon - Dans mon regard ») ;
- Le nom de la bande, les Chivers, fait référence au film Shivers de David Cronenberg (1975)[1]. Leurs pratiques (violence, codes, consommation de lait) font référence au film Orange mécanique de Stanley Kubrick (1971)[2].

## Accueil critique
Dès sa seconde semaine d'exploitation, Steak a vu son public divisé par trois, passant de 197 722 à 62 317 entrées, pour un total final de 290 674 spectateurs. Le sujet et la réalisation du film semblent avoir décontenancé le public habituel d'Éric et Ramzy, mais aussi une partie de la presse (Première, Le Parisien, etc.). 
Si les critiques ont été dans l'ensemble très négatives, le film a paradoxalement été soutenu par des journaux considérés comme exigeants, tels que Libération, Chronic'art et Les Cahiers du cinéma. 
- Extrait de la critique des Cahiers du cinéma : « dès les premiers plans on se laisse guider : auteur d'un Non Film introuvable qu'il faudra se procurer de toute urgence, Quentin Dupieux a la main sûre. »

- Le magazine Chronic'art a quant à lui placé Steak dans son top 10 Cinéma de l'année 2007 (numéro 7, critique élogieuse de Jean-Philippe Tessé qui attribue au film la note de 5/5, mettant en avant le caractère stellaire du film face au ciel bas et lourd d'un genre - la comédie française - « au bout du rouleau »).

- Extrait de la critique de Libération : « On pouvait craindre une daube sans nom, et on se retrouve avec un film profondément atypique (...) entre éloge de l'idiotie fondamentale et satire de l'époque… »

Le cas le plus révélateur des effets qu'a pu susciter ce film se trouve sur le site du magazine Les Inrockuptibles, une critique assez négative lors de la sortie en salle, une autre plutôt élogieuse lors de la sortie en DVD.
Dans l'émission On n'est pas couché, le chanteur Sébastien Tellier, qui a cocomposé la bande-originale et figure au casting, a expliqué l'incompréhension du public et de la presse par le fait qu'« il a été vendu comme une comédie populaire, alors qu'il s'agit d'un film d'auteur… ».